# Voodoo Soup
Albums de Jimi Hendrix
Jimi by Himself: The Home Recordings
(1995) First Rays of the New Rising Sun
(1997)
Voodoo Soup est un album de compilation posthume  du musicien de rock Jimi Hendrix sorti aux États-Unis en 1995 par MCA Records. Il est l'un des derniers albums produits par Alan Douglas, qui est également responsable de deux sorties posthumes précédentes de Hendrix, Midnight Lightning et Crash Landing, sorties en 1975.

## Contexte
Voodoo Soup est la tentative de Douglas de réaliser le quatrième album qu'Hendrix avait prévu avant de décéder subitement. The Cry of Love, la première tentative, produit en 1971 par le batteur Mitch Mitchell et le producteur et ingénieur du son Eddie Kramer, était épuisé (dernière sortie en CD en 1992 ; réédité en 2014).
Après que Experience Hendrix, une entreprise familiale, ait pris le contrôle des enregistrements de Jimi Hendrix, une troisième tentative de réaliser l'album que ce dernier avait prévu est sortie en 1997 : First Rays of the New Rising Sun. Depuis lors, Voodoo Soup n'est plus réédité.

## Réception critique
En 1995, le critique musical d'Entertainment Weekly David Browne (en) a déclaré que, contrairement à d'autres compilations hétéroclites de la musique d'Hendrix, Voodoo Soup sonne « aussi fluide et cohérent qu'une production originale, sans une mauvaise chanson ».
Le magazine Vibe a trouvé que c'était une sortie importante dans la discographie de Jimi Hendrix, malgré l'overdub des batteries nouvellement enregistrées sur certaines chansons, tandis que Greg Kot du Chicago Tribune déclarait que les chansons pour la plupart exceptionnelles de la compilation suggèrent que Hendrix envisageait diverses voies dans sa musique avant de mourir en 1970.
Parke Puterbaugh, du magazine Stereo Review (en), a applaudi la qualité de l'enregistrement et a conclu : « Ce qui est le plus impressionnant dans Voodoo Soup, c'est à quel point la musique d'Hendrix semble contemporaine — ou plutôt intemporelle — un quart de siècle plus tard. Son intensité créative et sa vitalité musicale dépassent tout ce qui a été tenté, avant ou depuis, dans la musique populaire ».
Voodoo Soup a aussi été loué par le biographe d'Hendrix, Charles Shaar Murray, qui a affirmé qu'il « mérite amplement sa place dans le panthéon des grands albums d'Hendrix », tandis que  Stephen Thomas Erlewine, rédacteur en chef du site AllMusic, était quant à lui plus critique : « Pour la plupart des fans, les pistes de batterie réenregistrées par le batteur des Knack était le péché le plus impardonnable, mais l'album est aussi mal séquencé et manque de plusieurs pistes importantes ».

## Les titres
1. The New Rising Sun
2. Belly Button Window
3. Stepping Stone
4. Freedom
5. Angel
6. Room Full of Mirrors
7. Midnight
8. Night Bird Flying
9. Drifting
10. Ezy Ryder
11. Pali Gap
12. Message to Love
13. Peace in Mississippi
14. In From The Storm

## Personnel
- Jimi Hendrix : guitares, voix
- Billy Cox : guitare basse
- Mitch Mitchell : batterie
- Juma Sultan (en) : batterie
- Buddy Miles : batterie sur Ezy Ryder et Message to Love
- Noel Redding : guitare basse sur Peace in Mississippi et Midnight
- Bruce Gary (en) : batterie réenregistrée sur Room Full of Mirrors et Stepping Stone